# Tofsvaktlar
Tofsvaktlar (Odontophoridae) är en familj med små hönsfåglar som övervägande förekommer i Amerika. De är inte alls närbesläktade med gamla världens vaktlar men kallas ändå så på grund av likheter i utseende och beteende. Familjens utbredning sträcker sig traditionellt från Kanada till södra Brasilien, men utökades även till Afrika söder om Sahara när vaktlar i släktet Ptilopachus fördes hit. Kalifornientofsvaktel (Callipepla californica) har även introducerats i Frankrike, Korsika och Nya Zeeland där det numera finns vilda populationer. Familjen återfinns i ett flertal olika biotoper från tropisk regnskog till ökenområden, men få av arterna klarar låga temperaturer. Familjen består av ungefär 34 arter inom tio släkten.

## Taxonomi
DNA-studier från 2006 och 2012 visade förvånande nog att två tidigare obesläktade afrikanska arter tillhör den i övrigt amerikanska familjen. Avståndet mellan dem och de övriga arterna är dock så stora – de skildes åt för minst 28 upp till 55,8 miljoner år sedan – att de föreslagits placeras i en egen underfamilj, Ptilopachinae
Listan nedan följer AviList, med underartsindelning från Hosner et al 2015.
- Ptilopachinae 
  - Ptilopachus – två afrikanska arter, varav en tidigare i släktet Francolinus
- Odotophorinae
  - Rhynchortyx – orangekindad vaktel
  - Oreortyx – bergtofsvaktel
  - Dendrortyx – tre arter skogsvaktlar
  - Philortyx – bandtofsvaktel
  - Colinus – fyra arter
  - Callipepla – fyra arter tofsvaktlar
  - Cyrtonyx – två till tre arter
  - Dactylortyx – sångvaktel
  - Odontophorus – 15 arter tandvaktlar